# Hany Abu-Assad
Hany Abu-Assad (in arabo هاني أبو أسعد‎?, in ebraico האני אבו אסעד‎?; Nazareth, 11 ottobre 1961) è un regista, sceneggiatore e produttore cinematografico palestinese con cittadinanza israeliana.

## Biografia
Hany Abu-Assad nasce a Nazareth, nel Distretto Nord di Palestina, da una famiglia palestinese di religione islamica. Emigrò nei Paesi Bassi nel 1980, dove studiò ingegneria ad Haarlem e lavorò come ingegnere aeronautico per alcuni anni. Nel 1990, ispirato dalla cinematografia di Michel Khleifi, decise di fondare una società di produzione cinematografica insieme al regista connazionale Rashid Masharawi. Abu-Assad restò nei Paesi Bassi fino al 2010. In seguito tornò a vivere nella sua città natale, a Nazareth.

## Carriera
All'inizio degli anni 1990, Abu-Assad iniziò a produrre dei servizi televisivi sugli immigrati per Channel 4 e la BBC. Esordì alla regia di cortometraggi nel 1992, per poi passare ai lungometraggi a partire dal 1998.
Nel 2006 il suo film Paradise Now, a proposito di due palestinesi che preparano un attentato suicida, vinse un Golden Globe e fu candidato all'Oscar come migliore film straniero. Nel 2013 ottenne una seconda nomination all'Oscar con il film Omar, già vincitore del premio della giuria nella sezione Un Certain Regard al Festival di Cannes 2013.

## Filmografia
- Nazareth 2000 (2000) - Documentario
- Ford Transit (2002)
- Rana's Wedding (2002)
- Paradise Now (2005)
- Omar (2013)
- The Idol (Ya Tayr El Tayer) (2015)
- Il domani tra di noi (The Mountain Between Us) (2017)